# Station Jülich
Station Jülich (Duits: Bahnhof Jülich), is een station in de gemeente Jülich. Het station ligt aan de lijnen Jülich - Düren en Jülich - Dalheim. Voorheen lag het ook aan de lijnen Hochneukirch - Stolberg en Aachen Nord - Jülich.